# Сёла, включённые в состав Симферополя

Список населённых пунктов, включённых в состав Симферополя. В XX веке, в процессе расширения Симферополя к городу постоянно присоединялись близлежащие населённые пункты, зачастую возникавшие именно как пригородные, ввиду близости губернского центра. Уже в составе города многие микрорайоны продолжают нести исторические названия.
- Бахчи-Эли (крымскотат. Bağça Eli, Багъча Эли).
- Белое — до 1948 года Новый Абдал (крымскотат. Yañı Abdal, Янъы Абдал).
- Жигулина Роща (крымскотат. Jigulina Roşça, Жигулина Роща).
- Заводское — до 1945 года Бор-Чокрак (крымскотат. Bor Çoqraq, Бор Чокъракъ).
- Загороднее — до 1948 года Старый Абдал, Вера Абдал, крымскотат. Eski Abdal, Эски Абдал).
- Замо́стье — до 1948 года Кара-Кият (крымскотат. Qara Qıyat, Къара Къыят) — в состав Грэсовского в период с 1954 по 1968 годы[1].
- Каменка — до 1945 года Богурча.
- Кирпичное (крымскотат. Kirpiçnoye, Кирпичное).
- Красная Горка на 1915 год — 2 одноимённых хутора при деревне Бахчи-Эли и деревня в составе Подгородне-Петровской волости[2], на 1926 год — пригород в составе Бахчи-Элинского сельсовета[3]
- Луговое (до 1948 года Чокурча крымскотат. Çuqurça, Чукъурча).
- Марьино (укр. Мар'їне, крымскотат. Maryino, Марьино).
- Новоромановка (укр. Новороманівка, крымскотат. Novoromanovka, Новоромановка).
- Новосергеевка (крымскотат. Novosergeyevka, Новосергеевка)
- Подгородне-Петровское (крымскотат. Podgorodne-Petrovskoye, Подгородне-Петровское).
- Пригородное — до 1945 года Битак (крымскотат. Bitaq, Битакъ)
- Свобода (укр. Свобода, крымскотат. Svoboda, Свобода).
- Сергеевка (крымскотат. Sergeyevka, Сергеевка), на 1926 год — Бахчи-Элинский сельсовет[4], включено в период с 1954 по 1968 годы[1]. Сергеевка на картах[5].